# Karátson Dávid
Karátson Dávid (Budapest, 1964. december 16. –) magyar geográfus, vulkanológus, tanszékvezető egyetemi tanár, a Magyar Tudományos Akadémia levelező tagja. Fő kutatási területe a vulkanológiai és vulkángeomorfológia, leginkább a Kárpátok (kiemelten a Börzsöny, a Visegrádi-hegység, a Mátra, illetve a Keleti-Kárpátok) területén, ezen kívül Olaszország, Franciaország, Japán és az Amerikai Egyesült Államok vulkánjainak vizsgálata.

## Családja
Édesapja Karátson Gábor író, műfordító, festő és filozófus, édesanyja Granasztói Szilvia, öccse Karátson János matematikaprofesszor. Anyai nagybátyja Granasztói György történész, egyetemi tanár, diplomata. Két fia van, András és Mózes. 

## Életpályája
Középiskolai tanulmányait a Budapesti Fazekas Mihály Általános Iskola és Gimnáziumban végezte 1979 és 1983 között, egyetemi tanulmányait az ELTE biológia-földrajz szakon folytatta, ahol 1989-ben kiváló minősítésű biológia-földrajz tanár diplomát szerzett, geomorfológia ágazati képesítéssel. Az Országos Tudományos Diákkör geomorfológia szekciójában I. helyezést ért el szintén 1989-ben. Ezután az ELTE Természetföldrajzi Tanszék doktori iskolájában 1989 és 1992 között folytatta tanulmányait, 1995-ben megszerezte a doktori (PhD) fokozatot, summa cum laude minősítéssel.
1992 és 1997 között az ELTE Természetföldrajzi Tanszéken tanársegédként, majd 1997 és 2002 között adjunktusként, 2002-től pedig docensként dolgozott. 2007-től a tanszék vezetője. 2008-ban megszerezte a Magyar Tudományos Akadémia doktora címet. 2007 óta az Országos Doktori Tanács tagja. 2025-ben az MTA levelező tagjává választották.

## Munkássága
Kutatási területe a vulkanológia, kutatja hazai és más kárpáti vulkáni hegységek kialakulását, működését, felszínfejlődését. Különböző ösztöndíjak elnyerésével nemzetközi vulkanológiai és vulkángeomorfológiai kutatásokba is bekapcsolódhatott, többek között Olaszországban, Japánban, az USA-ban és Dél-Amerikában.
Ezen kívül jelentős tudománynépszerűsítő munkát is végez, közéleti és tudományos lapokban jelentek meg cikkei és nyilatkozatai, ezen kívül segítette a Pannon Enciklopédia-sorozat "Magyarország földje – kitekintéssel a Kárpát-medence egészére" című kötetének szerkesztését és újra kiadatását, mely a 74. Magyar Könyvvásáron (2003) elnyerte Mádl Ferenc köztársasági elnök különdíját.

## Tisztségek
- 1990-től a Magyar Földrajzi Társaság, Természetföldrajzi Szakosztály tagja
- 2000-től az International Association of Volcanology and Chemistry of the Earth’s Interior (IAVCEI) tagja
- 2005-től a Magyar Fulbright Egyesület tagja
- 2007-től a Magyarhoni Földtani Társulat tagja
- 2007-től 2011-ig a Magyary Zoltán Felsőoktatási Közalapítvány kuratóriumi tagja
- 2012-től a Nemzeti Kiválóság Program Magyary Kuratóriumának alelnöke
- A FAUNA Egyesület elnökségi tagja (1990-1999), tagja (2000-)
- Az InterNICHE (International Network of Individuals and Campaigns for the Humane Education) magyarországi képviselője (1991-2005)
- A Duna Charta tagja (2000)

## Díjai, elismerései

### Hazai szakmai elismerések, ösztöndíjak
- I. helyezés a debreceni OTDK természetföldrajzi szekciójában (1989)
- A Magyar Földrajzi Társaság Kiváló Ifjú Geográfus oklevele (1989)
- Az Élet és Tudomány c. folyóirat emléklapja (1997)
- Szádeczky Kardoss Elemér-díj, MTA X. osztály (1991, 1997, 1998, 1999, 2000)
- OTKA – Élet és Tudomány ismeretterjesztő cikkpályázat III. díj[3] (2007)
- Magyary Zoltán posztdoktori ösztöndíj, Magyary Zoltán Felsőoktatási Közalapítvány (1999-2001)
- A Bay Zoltán Alapítvány 2 hónapos ösztöndíja Franciaországba (2001) és Olaszországba (2006)
- Bolyai János Kutatói Ösztöndíj, MTA (2002-2004)
- Öveges József Ösztöndíj, Nemzeti Kutatási és Technológiai Hivatal (2006-2007)

### Külföldi ösztöndíjak
- a JSPS (Japán Tudományos Akadémia) rövid távú ösztöndíja (Japán, 1997, 1 hónap)
- A MÖB és a Francia Nagykövetség Kulturális Osztályának 2 hónapos franciaországi ösztöndíja (Clermont-Ferrand, 2000);
- DAAD 2 hónapos egyetemközi ösztöndíj (ELTE/Universität Tübingen, Németország, 2001-2002);
- Fulbright Kutatói Ösztöndíj (Fulbright Research Grant, Fulbright Commission, 9 hónap, 2004-2005, Northern Arizona University, USA, kutatási terület: San Francisco és Mt. Taylor vulkánmezők, Arizona/Új-Mexikó);
- Humboldt Kutatói Ösztöndíj (Humboldt Fellowship for Experienced Researchers, Humboldt Stiftung, 18 hónap, 2008-2010, Göttingen, Németország, kutatási terület: a Középső-Andok vulkángeomorfológiai kutatása)

## Főbb publikációi

### Egyetemi jegyzetek, tankönyvek
Tankönyvei, illetve azon művek melyekben társszerzőként közreműködött a következők:
- A Börzsönytől a Hargitáig. Vulkanológia, felszínfejlődés, ősföldrajz – Typotex Kiadó, Budapest, ISBN 978-963-9664-66-1
- Vulkanológia I. Eötvös Kiadó, Budapest,
- A Kárpátok I-II, az Appenninek, In: Gábris Gyula. (szerk.), Regionális természetföldrajzi atlasz/Európa – Eötvös Kiadó, Budapest, 1998
- Magyarország földje – kitekintéssel a Kárpát-medence egészére – Magyar Könyvklub, Budapest, 2002, ISBN 963-547-783-X,
- The land that is Hungary – Kétnyelvű (magyar-angol) CD-ROM, Pannon Encyclopaedia, Arcanum Adatbázis, ISBN 963-86029-3-7, 2006
- A Keleti-Kárpátok – In: Hajdú-Moharos J. (szerk.), Útkereső ország/földrajzi tanulmányok Romániáról, Balaton Akadémia Könyvek 24, ISBN 963 8365 250, 1996

### Szakcikkek
Karátson Dávid fontosabb publikációi időrendi sorrendben:
Karátson Dávid (1990). „Kárpáti kalderák új értelmezése a morfometria tükrében (A new interpretation of Carpathian calderas in the light of morphometry)”. Földrajzi Közlemények CIV (XXXVIII) (3-4), 129-137. o.
Karátson Dávid, Pécskay, Z., Szakács, S. , Seghedi, I. (1992). „Kialudt tűzhányó a Hargitában: a Kakukkhegy”. Tudomány (a Scientific American magyar kiadása) 1, 70-79. o.
Pécskay, Z., Szakács, S., Seghedi, I., Karátson, D. (1992). „Új adatok a Kakukkhegy és szomszédsága (Dél-Hargita, Románia) geokronológiai értelmezéséhez”. Földtani Közlöny 122 (2-4), 265-286. o.
Bernád A., Karátson, D. (1994). „Geomorphological and geological evidences for one of the oldest crater remnants known in the Carpathians: Mt. Rotunda, Gutii Mts”. Revue Roumaine de Géol, Géofiz., Géogr., ser. Géographie 38, 115-121. o.
Karátson, Dávid (1995). „Ignimbrite formation, resurgent doming and dome collapse activity in the Miocene Börzsöny Mountains, North Hungary”. Acta Vulcanologica 7 (2), 107-117. o.
Capaccioni, B., Coradossi, N., Harangi, R., Harangi, Sz., Karátson, D., Sarocchi, D., Valentini, L. (1995). „Early Miocene pyroclastic rocks of the Bükkalja Ignimbrite Field (North Hungary) – A preliminary stratigraphic report”. Acta Vulcanologica 7 (2), 119-124. o.
Karátson, Dávid (1996). „Rates and factors of stratovolcano degradation in a continental climate: a complex morphometric analysis of nineteen Neogene/Quaternary crater remnants in the Carpathians”. Journal of Volcanology and Geothermal Research 73, 65-78. o. DOI:10.1016/0377-0273(96)00016-9.
Karátson Dávid (1997). „A vulkáni működés és a kalderakérdés a Börzsönyben”. Földrajzi Közlemények 1997 (3-4), 151-172. o.
Karátson, D., Thouret, J.C., Moriya, I., Lomoschitz, A. (1999). „Erosion calderas: origins, processes, structural and climatic control”. Bulletin of Volcanology 61, 174-193. o. DOI:10.1007/s004450050270.
Karátson, D., Márton, E., Harangi, Sz., Józsa, S., Balogh, K., Pécskay, Z., Kovácsvölgyi, S., Szakmány, Gy., Dulai, A. (2000). „Volcanic evolution and stratigraphy of the Miocene Börzsöny Mountains, Hungary: an integrated study”. Geologica Carpathica 51 (1), 325-343. o.
Karátson Dávid (2001). „Vulkáni törmeléklavinák: általános jellemzők, ismert példák, magyarországi előfordulások”. Földtani Közlöny 131 (1-2), 253-283. o.
Karátson, D., Csontos, L., Harangi, Sz., Székely, B., Kovácsvölgyi, S. (2001). „Volcanic successions and the role of destructional events in the Western Mátra Mountains, Hungary: implications for the volcanic structure”. Révue Géomorphologie, relief, processus, environnement 7 (2), 79-92. o.
Karátson, D., Thouret, J.C. (2001). „Reply to the comment on the article „Erosion calderas: origins, processes, structural and climatic control” by A. Szakács and M. Ort”. Bulletin of Volcanology 63, 291-292. o. DOI:10.1007/s004450100149.
Karátson, D., Németh, K. (2001). „Lithofacies associations of an emerging volcaniclastic apron in a Miocene volcanic complex: an example from the Börzsöny Mountains, Hungary”. International Journal of Earth Sciences (Geologische Rundschau) 90, 776-794. o. DOI:10.1007/s005310100193.
Karátson, Dávid, Sztanó, O., Telbisz, T. (2002). „Preferred clast orientation in volcaniclastic mass-flow deposits: application of a new photo-statistical method”. Journal of Sedimentary Research 72 (6), 823-835. o. DOI:10.1306/040402720823.
Székely, Balázs, Karátson, Dávid (2004). „DEM-based volcanic geomorphology as a tool for reconstructing volcanic edifices: examples from the Börzsöny Mts, North Hungary”. Geomorphology 63, 25-37. o. DOI:10.1016/j.geomorph.2004.03.008.
Karátson Dávid, Timár Gábor: Az Eperjes-Tokaji- és a Kelemen-Görgényi-Hargita vulkáni vonulat összehasonlító térfogatszámítása SRTM-adatok alapján: vulkanológiai és felszínfejlődési következtetések. In  Barton Gábor, Dormány Gábor (szerk.): A 2. Magyar Földrajzi Konferencia Eredményei, CD-ROM. Szeged: SZTE TTK. 2004.   1–16. o. 
Karátson, D., Timár, G. (2005). „Comparative volumetric calculations of two segments of the Carpathian Neogene/Quaternary volcanic chain using SRTM elevation data: implications to erosion and magma output rates”. Zeitschrift für Geomorphologie, Suppl.-Bd. 140, 19-35. o.
Favalli, M., Karátson, D., Mazzuoli, R., Pareschi, M.T., Ventura, G. (2005). „Volcanic geomorphology and tectonics of the Aeolian archipelago (Southern Italy) based on integrated DEM data”. Bulletin of Volcanology 68, 157-170. o. DOI:10.1007/s00445-005-0429-3.
Karátson, D., Németh, K., Székely, B., Ruszkiczay-Rüdiger, Zs., Pécskay, Z. (2006). „Incision of a river curvature due to exhumed Miocene volcanic landforms: Danube Bend, Hungary”. International Journal of Earth Sciences (Geologische Rundschau) 95 (5), 929-944. o. DOI:10.1007/s00531-006-0075-9.
Karátson, Dávid (2006). „Aspects of Quaternary relief evolution of Miocene volcanic areas in Hungary: a review”. Acta Geologica Hungarica 49 (4), 285–309. o. DOI:10.1556/ageol.49.2006.4.1.
Magyari, E., K. Buczkó, K., Jakab, G., Braun, M., Szántó, Zs., Molnár, M., Pál, Z., Karátson, D. (2006). „Holocene palaeohydrology and environmental history in the South Harghita Mountains, Romania”. Földtani Közlöny 136 (2).
Karátson, D., Oláh, I., Pécskay, Z., Szalay, E., Harangi, Sz., Dulai, A., Zelenka, T., Kósik, Sz. (2007). „Miocene volcanism in the Visegrád Mountains, Hungary: an integrated approach to regional stratigraphy”. Geologica Carpathica 58 (6), 541-563. o.
Favalli, M., Karátson, D., Mazzarini, F., Pareschi, M.T.,  Boschi, E. (2009). „Morphometry of scoria cones located on a volcano flank: a case study from Mt. Etna (Italy), based on high-resolution LiDAR data”. Journal of Volcanology and Geothermal Research 186, 320–330. o. DOI:10.1016/j.jvolgeores.2009.07.011.
Magyari, E., Buczkó, K., Jakab, G., Braun, M.,  Pál, Z., Karátson, D., Pap, I. (2009). „Palaeolimnology of the last crater lake in the Eastern Carpathian Mountains: a multiproxy study of Holocene hydrological changes”. Hydrobiologia 631, 29-63. o. DOI:10.1007/s10750-009-9801-1.
Karátson, D., Telbisz, T., Singer, B. (2010). „Late-stage volcano-geomorphic evolution of the Pleistocene San Francisco Mountain, Arizona (USA), on the basis of high-resolution DEM analysis and 40Ar-39Ar chronology”. Bulletin of Volcanology 72, 833–846. o. DOI:10.1007/s00445-010-0365-8.